# 前1550年代
| 千纪： | 前2千纪 |
| 世纪： | 前17世纪 \| 前16世纪 \| 前15世纪                                                                                     |
| 年代： | 前1580年代 \| 前1570年代 \| 前1560年代 \| 前1550年代 \| 前1540年代 \| 前1530年代 \| 前1520年代                       |
| 年份： | 前1559年 \| 前1558年 \| 前1557年 \| 前1556年 \| 前1555年 \| 前1554年 \| 前1553年 \| 前1552年 \| 前1551年 \| 前1550年 |

## 重要事件及趋势
- 根据古今本《竹书纪年》，此时大约为商朝沃丁、大庚、小甲在位时
- 迈锡尼文明出现
- 前1557年—据估计，下埃及的首都孟菲斯超过喜克索斯人的首都阿瓦利斯，成为世界最大的城市[1]
- 前1550年5月14日—月食沙罗周期35开始 [2]
- 约前1550年巨石阵建立
- 雅典國王凱克洛普斯以雅典娜為雅典的守護神。

## 重要人物
- 雅赫摩斯一世，埃及第十八王朝第一任法老 (1570–1546 BC).